# The Women's Tour 2019
The OVO Energy Women's Tour 2019 was de zesde editie van de The Women's Tour, een rittenkoers georganiseerd in Groot-Brittannië, die deel uitmaakte van de UCI Women's World Tour 2019 en die van 10 tot 15 juni werd verreden. Titelverdedigster was de Amerikaanse Coryn Rivera. Deze editie werd gewonnen door de Britse Lizzie Deignan, die tevens beste Britse was, de puntentrui en de 5e etappe won.

## Deelnemende ploegen
| UCI-teams                          | UCI-teams            |
| ---------------------------------- | -------------------- |
| Alé Cipollini                      | Movistar Team        |
| Bigla                              | Parkhotel Valkenburg |
| Boels Dolmans                      | Team Sunweb          |
| Canyon-SRAM                        | Team Tibco           |
| CCC-Liv                            | Team Virtu           |
| Drops                              | Trek-Segafredo       |
| FDJ Nouvelle-Aquitaine Futuroscope | Valcar-Cylance       |
| Mitchelton-Scott                   | WNT-Rotor            |

## Etappe-overzicht
| etappe | datum   | start             | finish          | profiel    | afstand  | winnaar              | klassementsleider |
| ------ | ------- | ----------------- | --------------- | ---------- | -------- | -------------------- | ----------------- |
| 1e     | 10 juni | Beccles           | Stowmarket      | Vlakke rit | 157,6 km | Jolien D'Hoore       | Jolien D'Hoore    |
| 2e     | 11 juni | Gravesend         | Gravesend       | Vlakke rit | 62,5 km  | Marianne Vos         | Marianne Vos      |
| 3e     | 12 juni | Henley-on-Thames  | Blenheim Palace | Heuvelrit  | 145,1 km | Jolien D'Hoore       | Lisa Brennauer    |
| 4e     | 13 juni | Warwick           | Burton Dassett  | Heuvelrit  | 158,9 km | Katarzyna Niewiadoma | Liane Lippert     |
| 5e     | 14 juni | Llandrindod Wells | Builth Wells    | Heuvelrit  | 140 km   | Lizzie Deignan       | Lizzie Deignan    |
| 6e     | 15 juni | Carmarthen        | Pembrey         | Heuvelrit  | 126 km   | Amy Pieters          | Lizzie Deignan    |

## Etappes

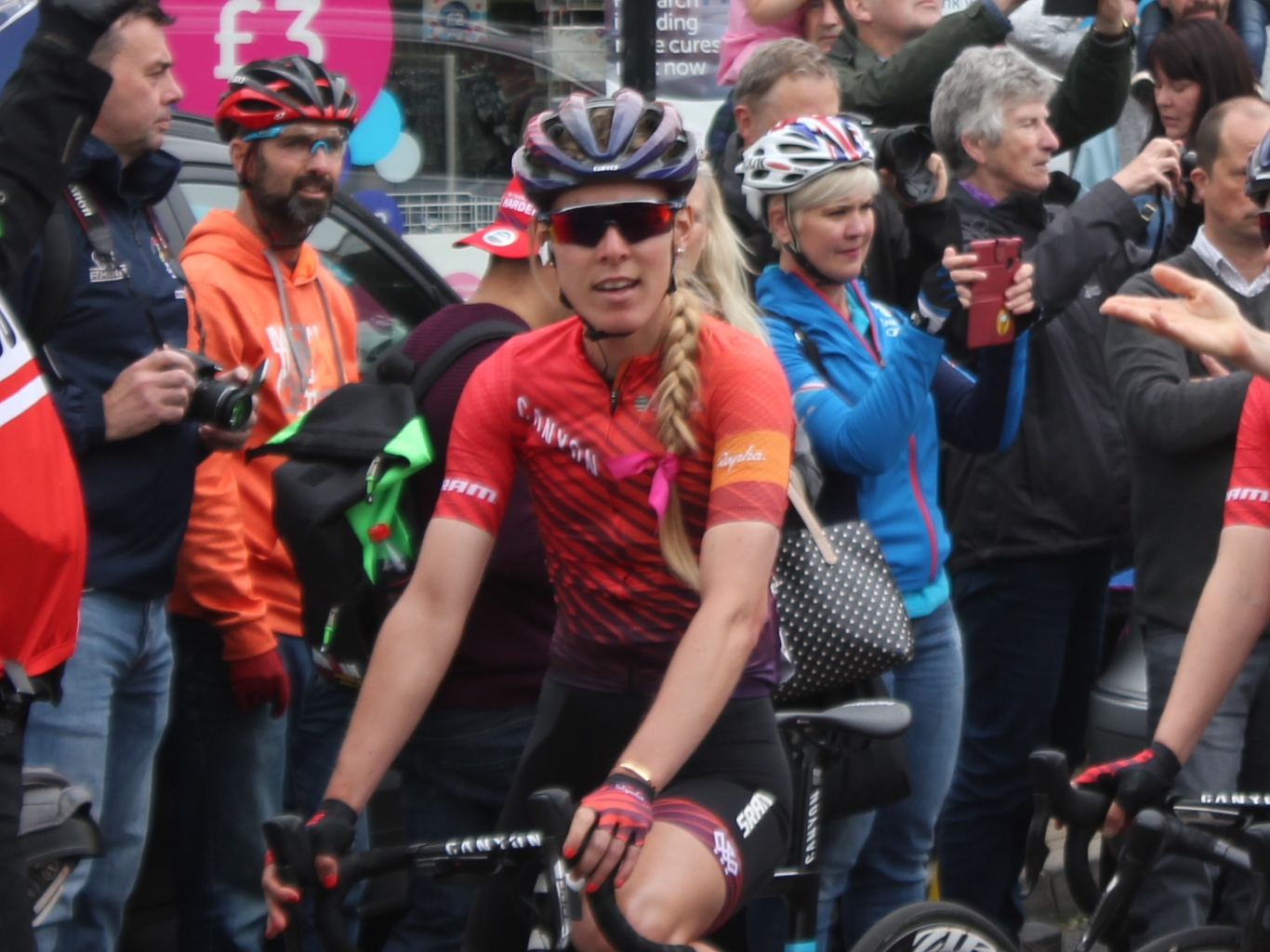
Hannah Barnes met een pink ribbon in haar vlecht

### 1e etappe
10 juni 2019 — Beccles naar Stowmarket, 157,6 km
|    | Naam                      | Team             | Tijd     |
| -- | ------------------------- | ---------------- | -------- |
| 1  | Jolien D'Hoore            | Boels Dolmans    | 4u09'12" |
| 2  | Amy Pieters               | Boels Dolmans    | z.t.     |
| 3  | Lisa Brennauer            | WNT-Rotor        | z.t.     |
| 4  | Roxane Fournier           | Movistar Team    | z.t.     |
| 5  | Marianne Vos              | CCC-Liv          | z.t.     |
| 6  | Chloe Hosking             | Alé Cipollini    | z.t.     |
| 7  | Maria Giulia Confalonieri | Valcar-Cylance   | z.t.     |
| 8  | Sheyla Gutiérrez          | Movistar Team    | z.t.     |
| 9  | Julie Leth                | Bigla            | z.t.     |
| 10 | Sarah Roy                 | Mitchelton-Scott | z.t.     |

|    | Naam                      | Team           | Tijd     |
| -- | ------------------------- | -------------- | -------- |
| 1  | Jolien D'Hoore            | Boels Dolmans  | 4u09'02" |
| 2  | Amy Pieters               | Boels Dolmans  | + 4"     |
| 3  | Lisa Brennauer            | WNT-Rotor      | + 6"     |
| 4  | Sheyla Gutiérrez          | Movistar Team  | + 7"     |
| 5  | Marianne Vos              | CCC-Liv        | + 8"     |
| 6  | Coryn Rivera              | Team Sunweb    | + 8"     |
| 7  | Roxane Fournier           | Movistar Team  | + 10"    |
| 8  | Chloe Hosking             | Alé Cipollini  | + 10"    |
| 9  | Maria Giulia Confalonieri | Valcar-Cylance | + 10"    |
| 10 | Julie Leth                | Bigla          | + 10"    |

### 2e etappe

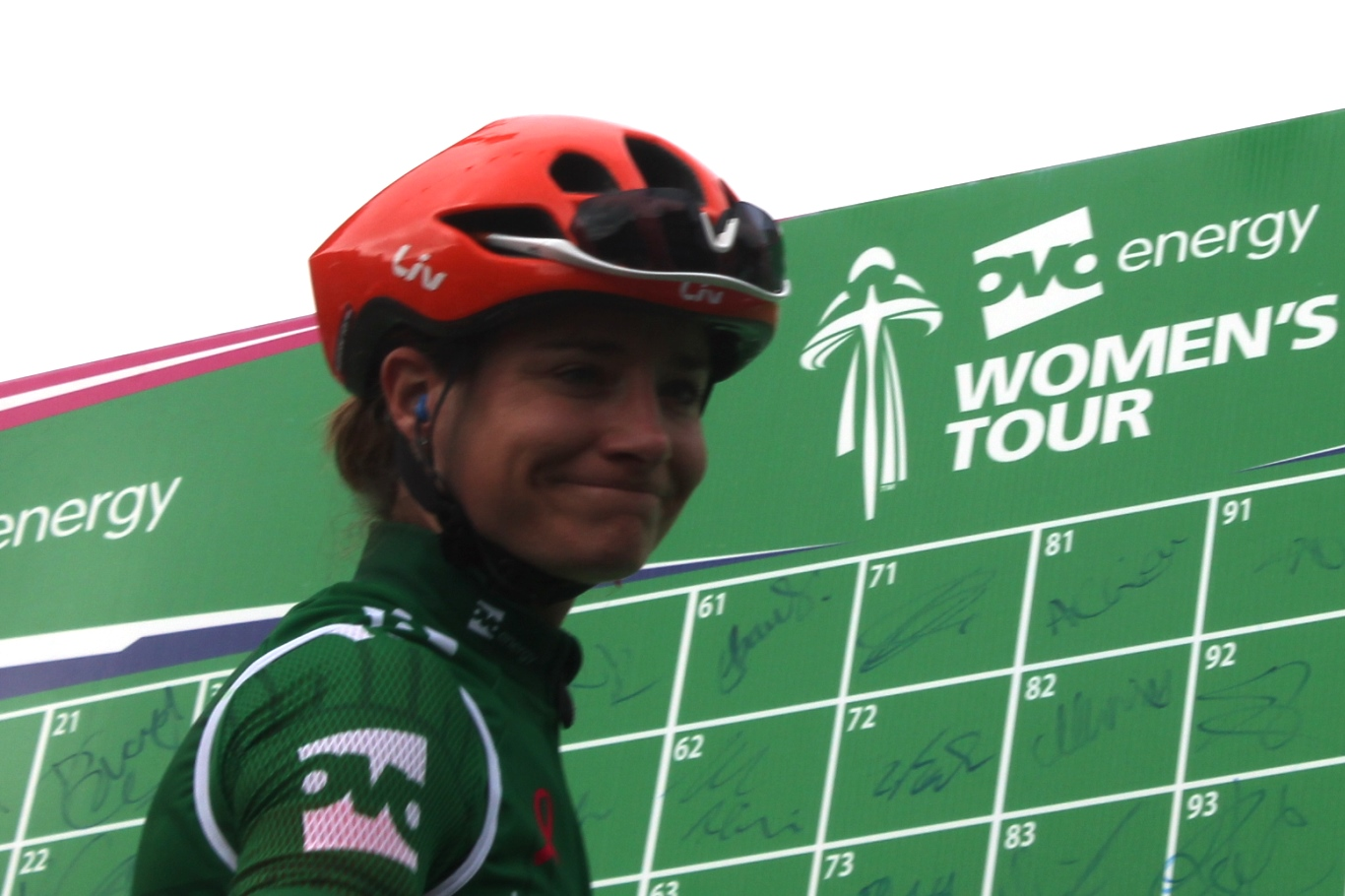
Marianne Vos sloeg een dubbelslag in rit 2

11 juni 2019 — Gravesend naar Gravesend, 62,5 km
|    | Naam                      | Team             | Tijd     |
| -- | ------------------------- | ---------------- | -------- |
| 1  | Marianne Vos              | CCC-Liv          | 1u34'17" |
| 2  | Lizzie Deignan            | Trek-Segafredo   | z.t.     |
| 3  | Sarah Roy                 | Mitchelton-Scott | z.t.     |
| 4  | Elena Cecchini            | Canyon-SRAM      | z.t.     |
| 5  | Maria Giulia Confalonieri | Valcar-Cylance   | z.t.     |
| 6  | Sofia Bertizzolo          | Team Virtu       | z.t.     |
| 7  | Coryn Rivera              | Team Sunweb      | z.t.     |
| 8  | Roxane Fournier           | Movistar Team    | z.t.     |
| 9  | Elisa Longo Borghini      | Trek-Segafredo   | z.t.     |
| 10 | Liane Lippert             | Team Sunweb      | z.t.     |

|    | Naam                      | Team             | Tijd     |
| -- | ------------------------- | ---------------- | -------- |
| 1  | Marianne Vos              | CCC-Liv          | 5u43'14" |
| 2  | Lizzie Deignan            | Trek-Segafredo   | + 9"     |
| 3  | Amy Pieters               | Boels Dolmans    | + 9"     |
| 4  | Coryn Rivera              | Team Sunweb      | + 10"    |
| 5  | Sarah Roy                 | Mitchelton-Scott | + 11"    |
| 6  | Lisa Brennauer            | WNT-Rotor        | + 11"    |
| 7  | Maria Giulia Confalonieri | Valcar-Cylance   | + 15"    |
| 8  | Roxane Fournier           | Movistar Team    | + 15"    |
| 9  | Elena Cecchini            | Canyon-SRAM      | + 15"    |
| 10 | Liane Lippert             | Team Sunweb      | + 15"    |

### 3e etappe

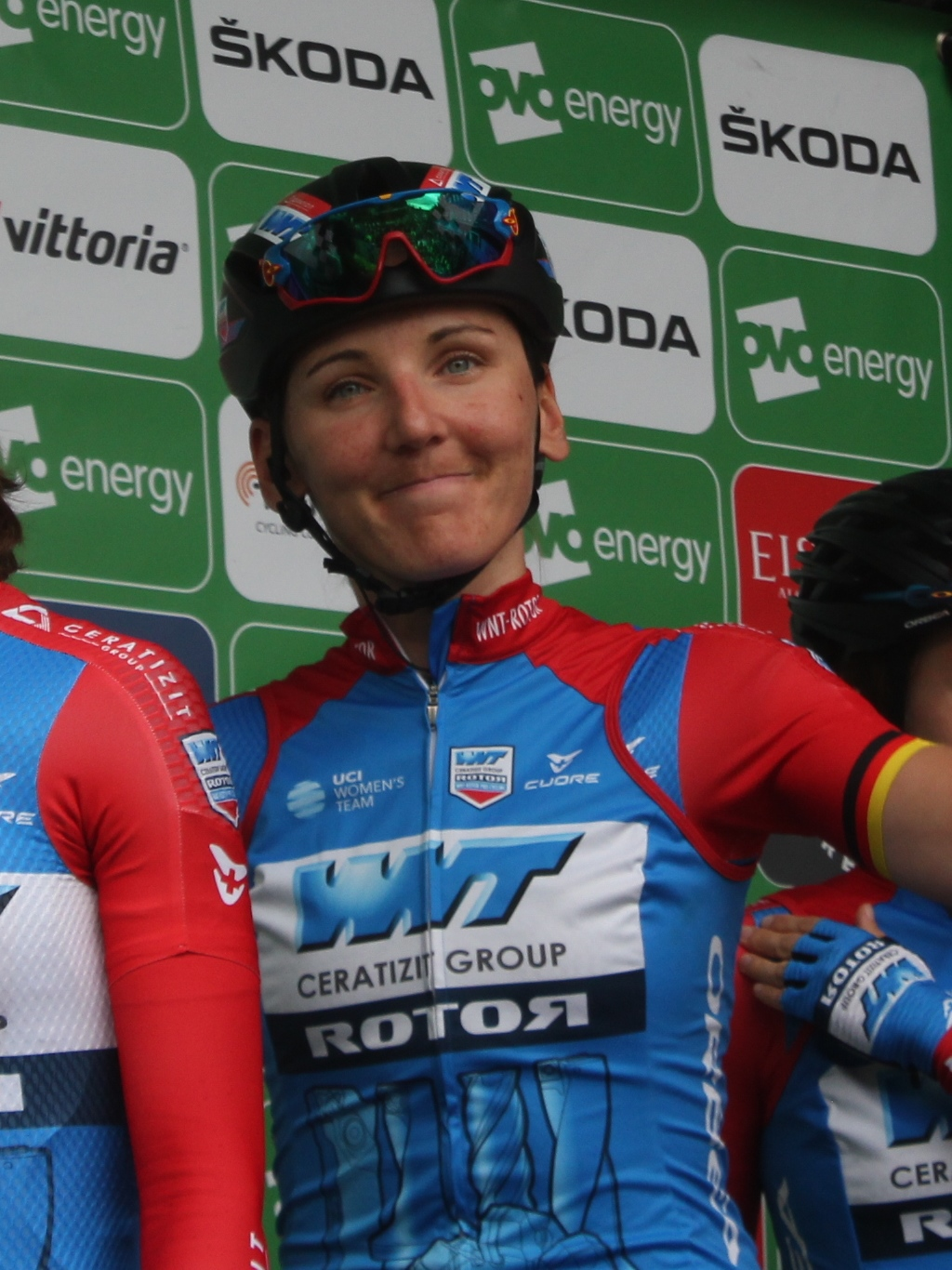
Lisa Brennauer werd leider na rit 3

12 juni 2019 — Henley-on-Thames naar Blenheim Palace, 145,1 km
|    | Naam                      | Team                               | Tijd     |
| -- | ------------------------- | ---------------------------------- | -------- |
| 1  | Jolien D'Hoore            | Boels Dolmans                      | 3u46'04" |
| 2  | Lisa Brennauer            | WNT-Rotor                          | z.t.     |
| 3  | Demi Vollering            | Parkhotel Valkenburg               | z.t.     |
| 4  | Roxane Fournier           | Movistar Team                      | z.t.     |
| 5  | Sarah Roy                 | Mitchelton-Scott                   | z.t.     |
| 6  | Lizzie Deignan            | Trek-Segafredo                     | z.t.     |
| 7  | Eugénie Duval             | FDJ Nouvelle-Aquitaine Futuroscope | z.t.     |
| 8  | Maria Giulia Confalonieri | Valcar-Cylance                     | z.t.     |
| 9  | Katarzyna Niewiadoma      | Canyon-SRAM                        | z.t.     |
| 10 | Sofia Bertizzolo          | Team Virtu                         | z.t.     |

|    | Naam                      | Team             | Tijd     |
| -- | ------------------------- | ---------------- | -------- |
| 1  | Lisa Brennauer            | WNT-Rotor        | 9u29'23" |
| 2  | Coryn Rivera              | Team Sunweb      | + 3"     |
| 3  | Lizzie Deignan            | Trek-Segafredo   | + 4"     |
| 4  | Amy Pieters               | Boels Dolmans    | + 4"     |
| 5  | Sarah Roy                 | Mitchelton-Scott | + 6"     |
| 6  | Jolien D'Hoore            | Boels Dolmans    | + 8"     |
| 7  | Roxane Fournier           | Movistar Team    | + 10"    |
| 8  | Maria Giulia Confalonieri | Valcar-Cylance   | + 10"    |
| 9  | Liane Lippert             | Team Sunweb      | + 10"    |
| 10 | Susanne Andersen          | Team Sunweb      | + 11"    |

### 4e etappe

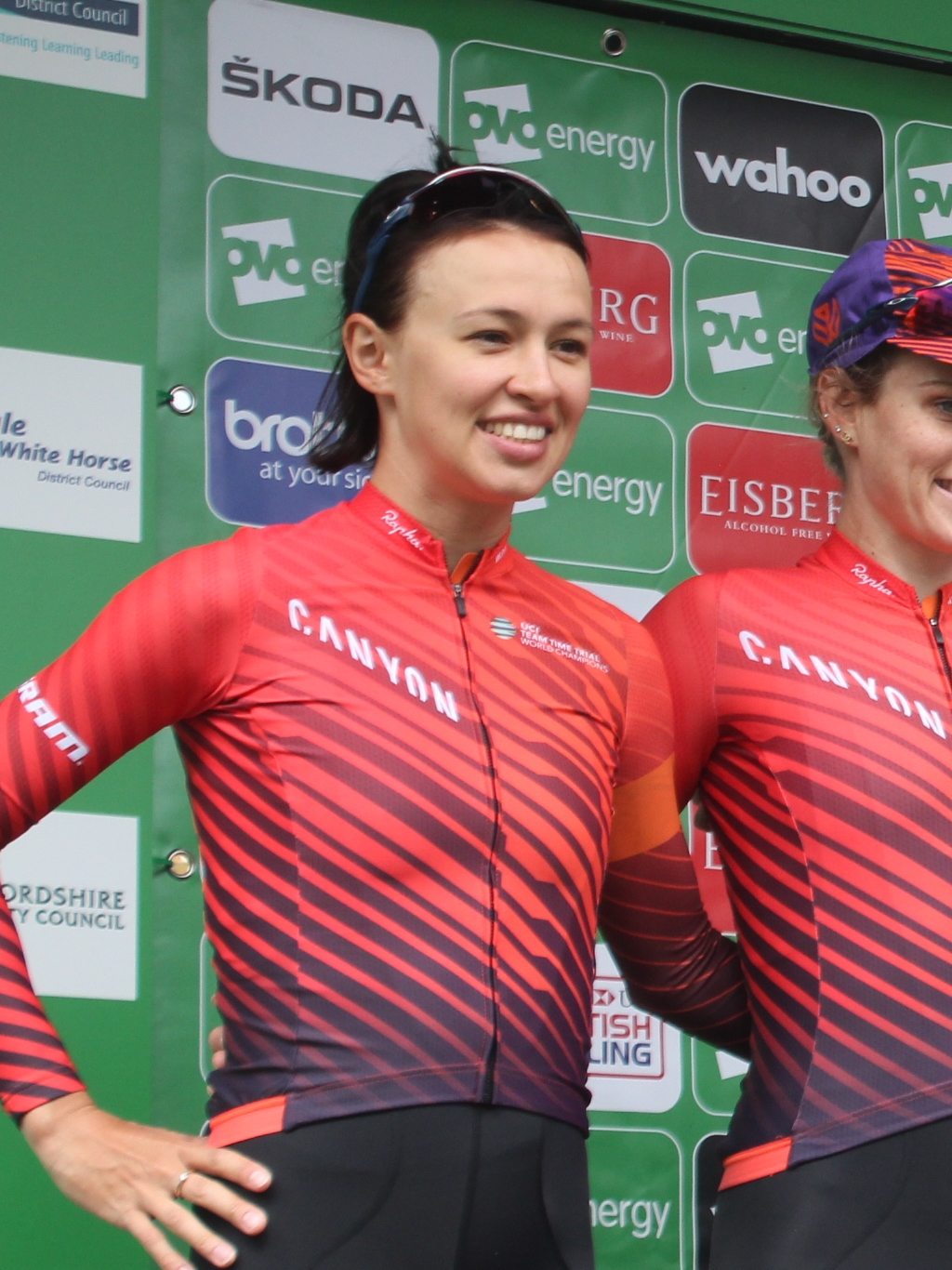
Katarzyna Niewiadoma won rit 4

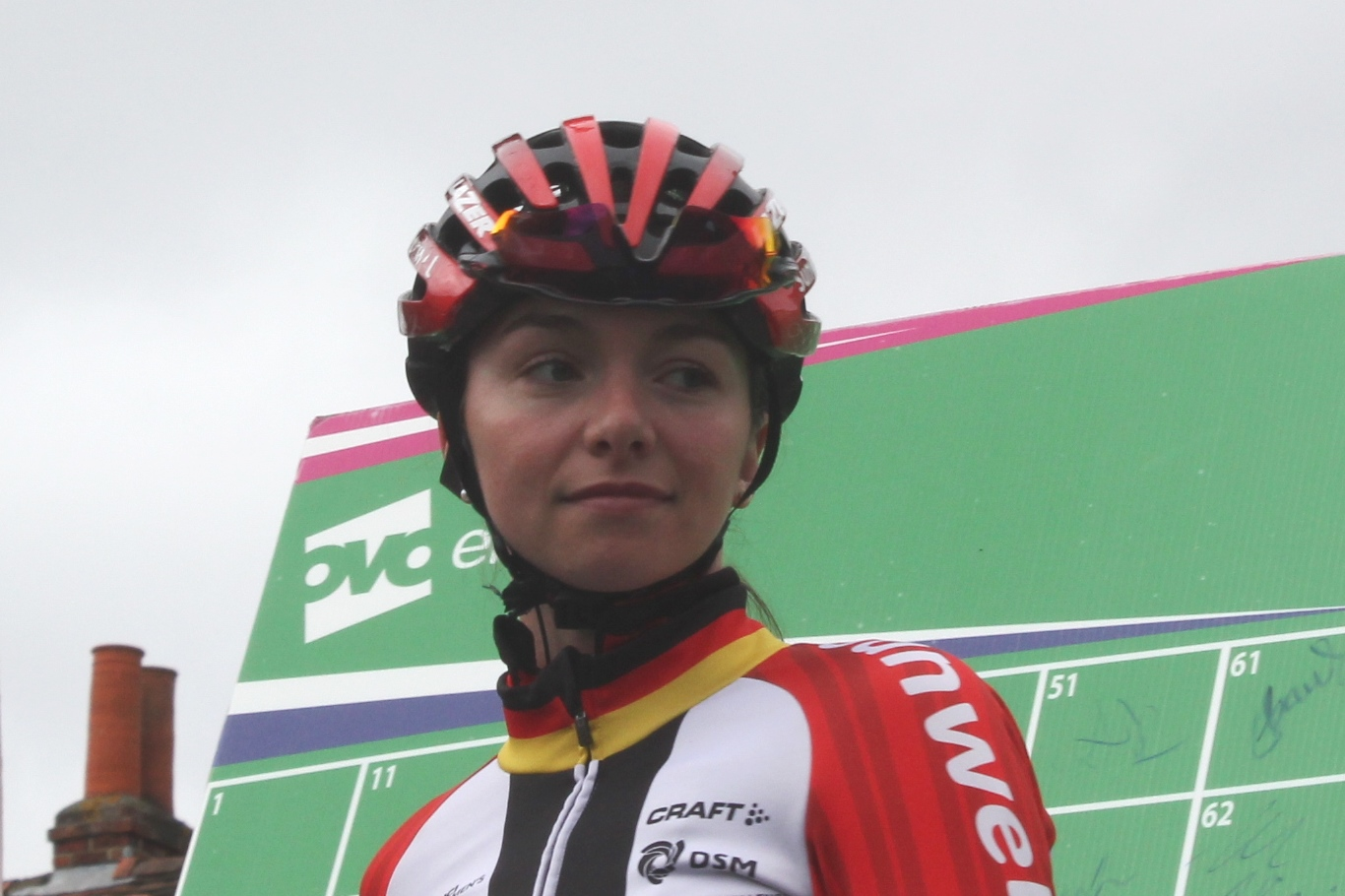
Liane Lippert werd leider na rit 4

13 juni 2019 — Warwick naar Burton Dassett, 158,9 km
|    | Naam                 | Team                 | Tijd     |
| -- | -------------------- | -------------------- | -------- |
| 1  | Katarzyna Niewiadoma | Canyon-SRAM          | 4u18'29" |
| 2  | Liane Lippert        | Team Sunweb          | z.t.     |
| 3  | Lizzie Deignan       | Trek-Segafredo       | + 7"     |
| 4  | Amy Pieters          | Boels Dolmans        | + 9"     |
| 5  | Demi Vollering       | Parkhotel Valkenburg | + 11"    |
| 6  | Elizabeth Banks      | Bigla                | + 11"    |
| 7  | Leah Thomas          | Bigla                | + 11"    |
| 8  | Lisa Brennauer       | WNT-Rotor            | + 11"    |
| 9  | Christine Majerus    | Boels Dolmans        | + 13"    |
| 10 | Marta Cavalli        | Valcar-Cylance       | + 16"    |

|    | Naam                      | Team                 | Tijd      |
| -- | ------------------------- | -------------------- | --------- |
| 1  | Liane Lippert             | Team Sunweb          | 13u47'56" |
| 2  | Katarzyna Niewiadoma      | Canyon-SRAM          | z.t.      |
| 3  | Lizzie Deignan            | Trek-Segafredo       | + 3"      |
| 4  | Lisa Brennauer            | WNT-Rotor            | + 7"      |
| 5  | Amy Pieters               | Boels Dolmans        | + 9"      |
| 6  | Demi Vollering            | Parkhotel Valkenburg | + 24"     |
| 7  | Christine Majerus         | Boels Dolmans        | + 26"     |
| 8  | Maria Giulia Confalonieri | Valcar-Cylance       | + 28"     |
| 9  | Lizzy Banks               | Bigla                | + 31"     |
| 10 | Leah Thomas               | Bigla                | + 31"     |

### 5e etappe

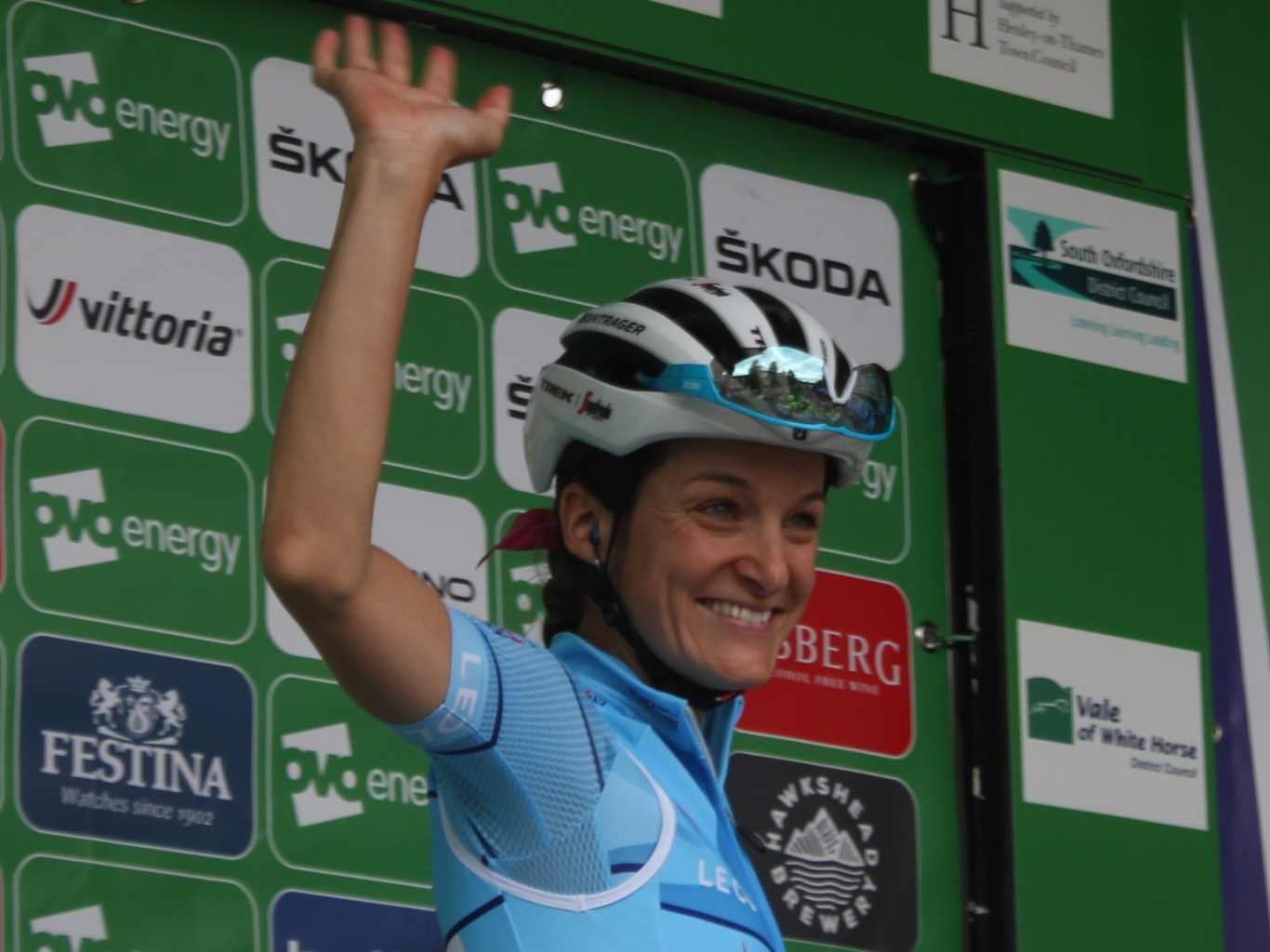
Deignan sloeg een dubbelslag in rit 5

14 juni 2019 — Llandrindod Wells naar Builth Wells, 140 km
|    | Naam                 | Team           | Tijd     |
| -- | -------------------- | -------------- | -------- |
| 1  | Lizzie Deignan       | Trek-Segafredo | 3u54'35" |
| 2  | Katarzyna Niewiadoma | Canyon-SRAM    | z.t.     |
| 3  | Elisa Longo Borghini | Trek-Segafredo | + 2"     |
| 4  | Leah Kirchmann       | Team Sunweb    | + 17"    |
| 5  | Christine Majerus    | Boels Dolmans  | z.t.     |
| 6  | Amy Pieters          | Boels Dolmans  | + 19"    |
| 7  | Ellen van Dijk       | Trek-Segafredo | z.t.     |
| 8  | Lizzy Banks          | Bigla          | z.t.     |
| 9  | Ane Santesteban      | WNT-Rotor      | z.t.     |
| 10 | Marta Cavalli        | Valcar-Cylance | z.t.     |

|    | Naam                 | Team                 | Tijd      |
| -- | -------------------- | -------------------- | --------- |
| 1  | Lizzie Deignan       | Trek-Segafredo       | 17u42'24" |
| 2  | Katarzyna Niewiadoma | Canyon-SRAM          | + 1"      |
| 3  | Amy Pieters          | Boels Dolmans        | + 32"     |
| 4  | Demi Vollering       | Parkhotel Valkenburg | + 50"     |
| 5  | Christine Majerus    | Boels Dolmans        | z.t.      |
| 6  | Lizzy Banks          | Bigla                | + 57"     |
| 7  | Małgorzata Jasińska  | Movistar Team        | + 58"     |
| 8  | Elisa Longo Borghini | Trek-Segafredo       | + 1'00"   |
| 9  | Leah Thomas          | Bigla                | z.t.      |
| 10 | Leah Kirchmann       | Team Sunweb          | + 1'02"   |

### 6e etappe

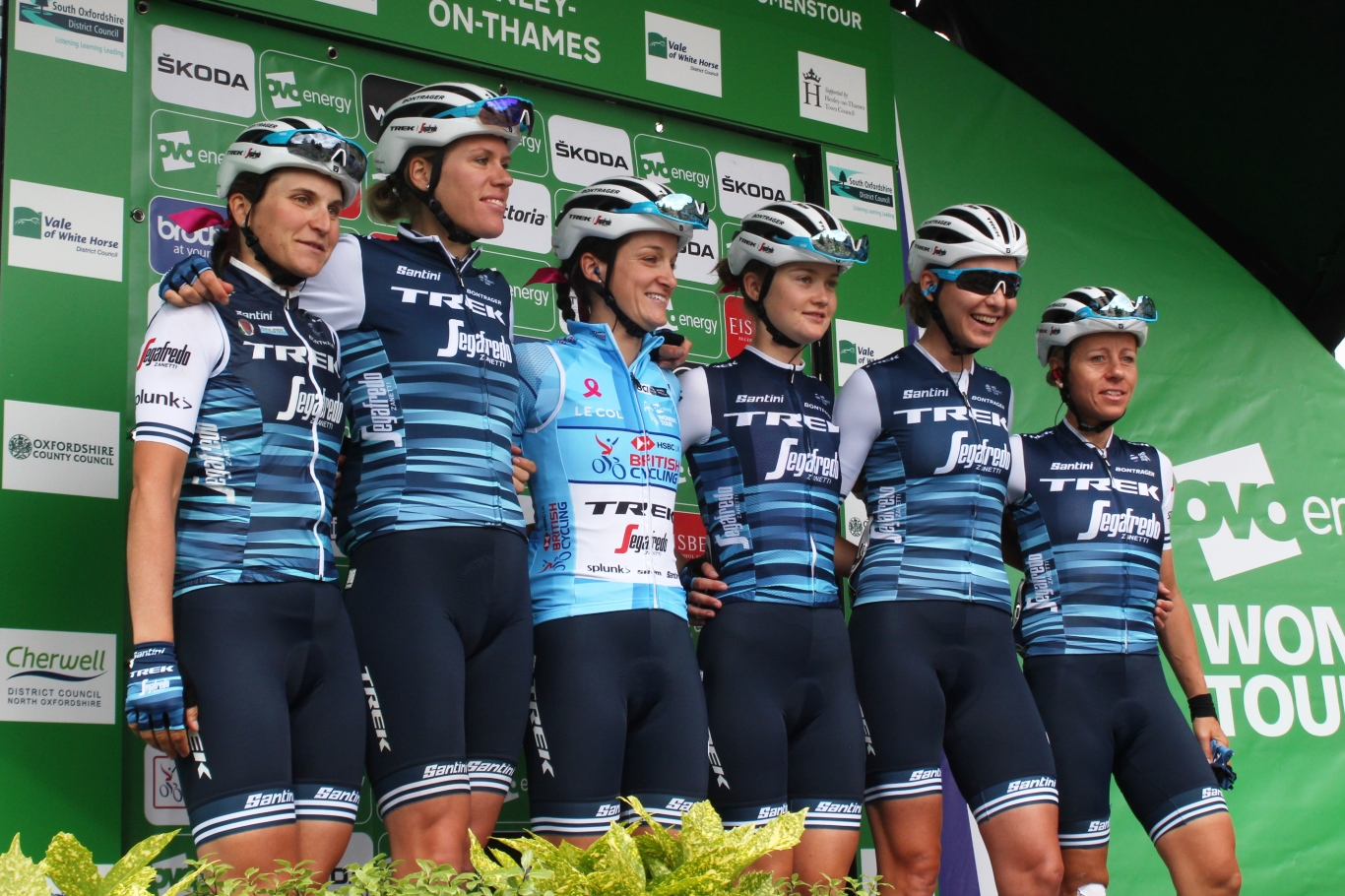
Trek-Segafredo was de beste ploeg

15 juni 2019 — Carmarthen naar Pembrey, 126 km
|    | Naam              | Team                 | Tijd     |
| -- | ----------------- | -------------------- | -------- |
| 1  | Amy Pieters       | Boels Dolmans        | 3u27'02" |
| 2  | Leah Kirchmann    | Team Sunweb          | z.t.     |
| 3  | Roxane Fournier   | Movistar Team        | z.t.     |
| 4  | Demi Vollering    | Parkhotel Valkenburg | z.t.     |
| 5  | Christine Majerus | Boels Dolmans        | z.t.     |
| 6  | Sheyla Gutiérrez  | Movistar Team        | z.t.     |
| 7  | Lisa Brennauer    | WNT-Rotor            | z.t.     |
| 8  | Lizzie Deignan    | Trek-Segafredo       | z.t.     |
| 9  | Marta Cavalli     | Valcar-Cylance       | z.t.     |
| 10 | Alexandra Manly   | Mitchelton-Scott     | z.t.     |

|    | Naam                 | Team                 | Tijd      |
| -- | -------------------- | -------------------- | --------- |
| 1  | Lizzie Deignan       | Trek-Segafredo       | 21u09'25" |
| 2  | Katarzyna Niewiadoma | Canyon-SRAM          | + 2"      |
| 3  | Amy Pieters          | Boels Dolmans        | + 23"     |
| 4  | Christine Majerus    | Boels Dolmans        | + 49"     |
| 5  | Demi Vollering       | Parkhotel Valkenburg | + 51"     |
| 6  | Leah Kirchmann       | Team Sunweb          | + 54"     |
| 7  | Lizzy Banks          | Bigla                | + 58"     |
| 8  | Leah Thomas          | Bigla                | z.t.      |
| 9  | Małgorzata Jasińska  | Movistar Team        | + 59"     |
| 10 | Elisa Longo Borghini | Trek-Segafredo       | + 1'01"   |

## Klassementenverloop
De groene trui wordt uitgereikt aan de rijdster met de laagste totaaltijd.
 De roze trui wordt uitgereikt aan de rijdster met de meeste punten van de etappefinishes en tussensprints.
 De "Queen of the Mountains" (Bergkoningin) trui wordt uitgereikt aan de rijdster met de meeste behaalde punten uit bergtop passages.
 De sprinttrui wordt uitgereikt aan de rijdster met de meeste punten behaald in tussensprints.
 De lichtblauwe trui wordt uitgereikt aan de beste Britse rijdster in het algemeen klassement.
| Etappe      | Winnaar              | Algemeen klassement | Puntenklassement | Bergklassement       | Sprintklassement | Beste Britse      | Ploegenklassement |
| ----------- | -------------------- | ------------------- | ---------------- | -------------------- | ---------------- | ----------------- | ----------------- |
| 1           | Jolien D'Hoore       | Jolien D'Hoore      | Jolien D'Hoore   | Christine Majerus    | Coryn Rivera     | Eleanor Dickinson | Boels Dolmans     |
| 2           | Marianne Vos         | Marianne Vos        | Marianne Vos     | Christine Majerus    | Coryn Rivera     | Lizzie Deignan    | Movistar Team     |
| 3           | Jolien D'Hoore       | Lisa Brennauer      | Jolien D'Hoore   | Christine Majerus    | Coryn Rivera     | Lizzie Deignan    | Movistar Team     |
| 4           | Katarzyna Niewiadoma | Liane Lippert       | Jolien D'Hoore   | Christine Majerus    | Coryn Rivera     | Lizzie Deignan    | Team Sunweb       |
| 5           | Lizzie Deignan       | Lizzie Deignan      | Lizzie Deignan   | Katarzyna Niewiadoma | Coryn Rivera     | Lizzie Deignan    | Trek-Segafredo    |
| 6           | Amy Pieters          | Lizzie Deignan      | Lizzie Deignan   | Katarzyna Niewiadoma | Coryn Rivera     | Lizzie Deignan    | Trek-Segafredo    |
| Eindstanden | Eindstanden          | Lizzie Deignan      | Lizzie Deignan   | Katarzyna Niewiadoma | Coryn Rivera     | Lizzie Deignan    | Trek-Segafredo    |